# Os trigonum

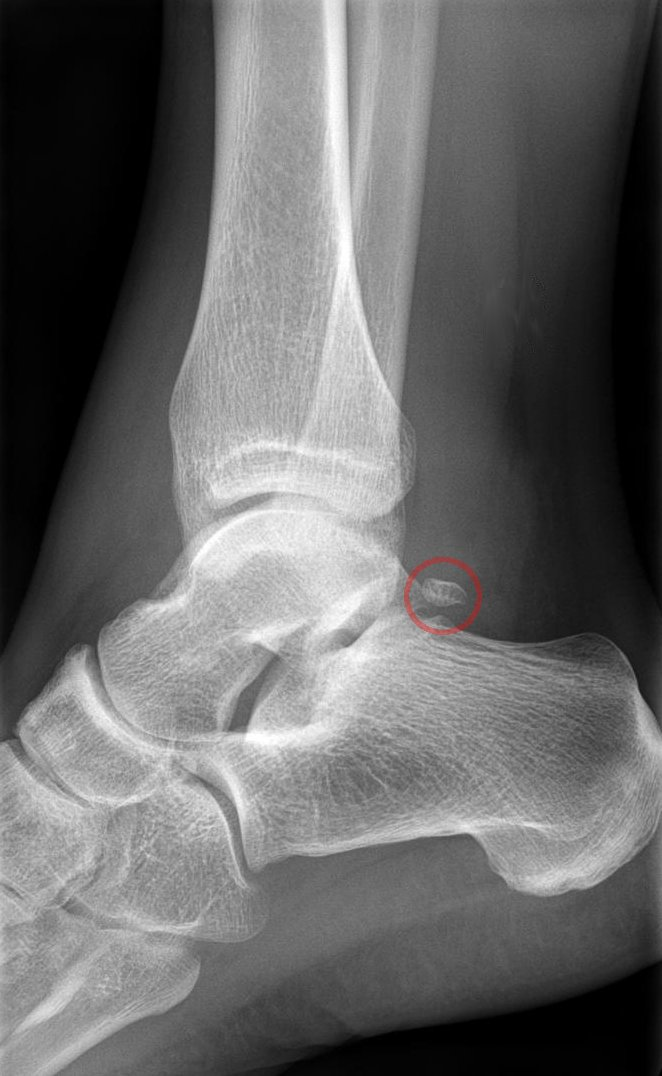
Os trigonum im Röntgenbild

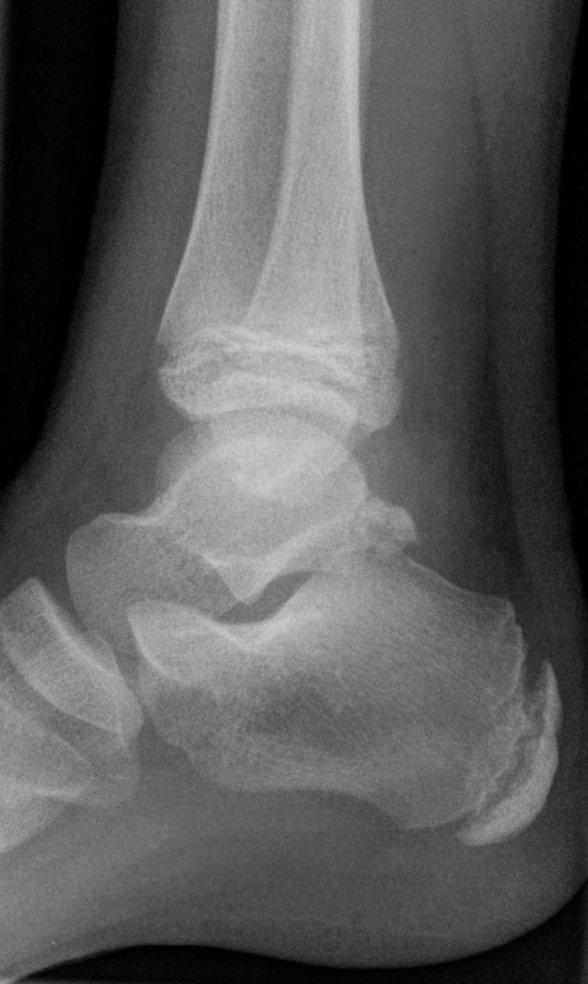
Knochenkern dorsal am Talus bei einem 10-Jährigen in der Position eines Os trigonums

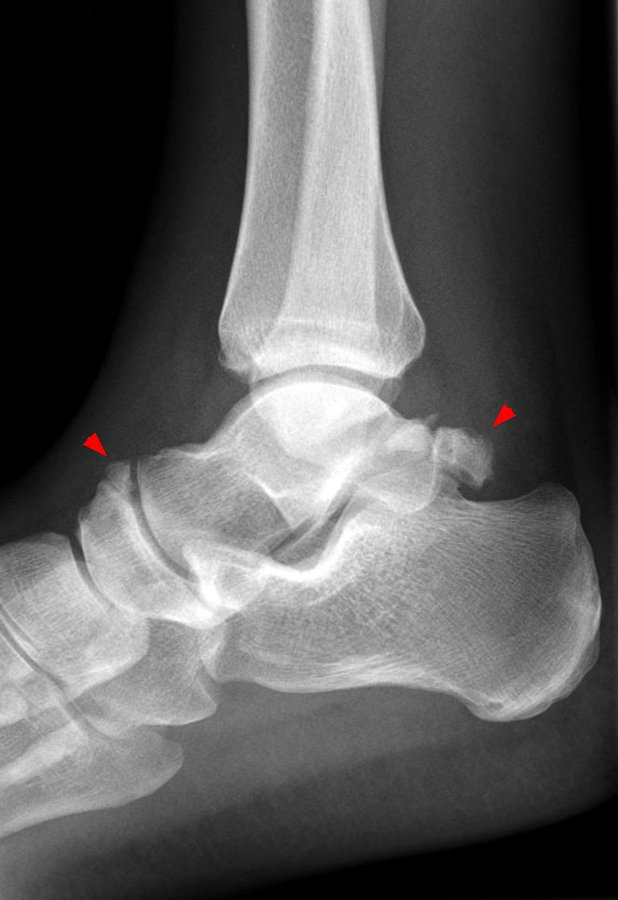
Großes, unregelmäßiges Os trigonum und Os talonaviculare dorsale

Das Os trigonum ist ein zusätzlicher (akzessorischer) Knochen des Sprungbeins. Es ist nach dem Os tibiale externum der häufigste und wichtigste akzessorische Knochen des Fußskeletts. Verletzungen und wiederholte Mikrotraumen können – insbesondere bei Sportlern – zu Beschwerden am Os trigonum führen (Rückfußbeschwerden), die als Os-trigonum-Syndrom bezeichnet werden.

## Beschreibung
Das Os trigonum entsteht aus einem gesonderten Knochenkern, der sich am Hinterrand des Sprungbeins (Talus) befindet. Bei Mädchen geschieht dies normalerweise im Alter von acht bis zehn Jahren und bei Jungen von elf bis dreizehn. Innerhalb eines Jahres vereinigt sich normalerweise der Knochenkern mit dem Hauptknochen.

## Inzidenz
Etwa drei bis fünfzehn Prozent aller Erwachsenen haben ein Os trigonum und bei etwa 1,4 Prozent ist es an beiden Füßen vorhanden. In einer in Japan durchgeführten radiologischen Studie mit 3460 geröntgen Füßen wurde bei 438 Füßen (=12,7 %) ein Os trigonum festgestellt.

## Os-trigonum-Syndrom
Das Os trigonum ist anatomisch betrachtet in der Nähe des Musculus flexor hallucis longus (langer Großzehenbeuger), dem Ligamentum fibulotalare posterius (ein Band, das vom Wadenbeinköpfchen nach hinten abwärts zum Sprungbein führt) und dem Ligamentum deltoideum (das Innenband des Sprunggelenkes, Deltaband). Starke Zugbeanspruchungen oder Dehnungen der beiden Bandstrukturen sowie übermäßige Zugbeanspruchungen der Sehne des langen Großzehenbeugers können zur Reizung des Os trigonum führen.
Die betroffenen Patienten beklagen in solchen Fällen meist einen belastungsabhängigen dauerhaften Schmerz, den sie hinter dem Außenknöchel empfinden. Dazu können noch das Gefühl der Steifigkeit und Schwäche in diesem Bereich kommen. Die Schmerzen können auch durch einen Riss des Processus posterior oder eine Pseudarthrose bedingt sein.
Beim Röntgen ist das Os trigonum als dreieckiges, rundes oder ovales Gebilde am Processus posterior tali bei seitlicher Aufnahme am besten zu erkennen. In den meisten Fällen ist es ein einzelner Knochen, es können aber auch mehrere Os trigonum ausgebildet sein.
Das Os-trigonum-Syndrom wird in den meisten Fällen zunächst konservativ behandelt. Dazu gehört die lokale Gabe von Cortison (als Injektion) oder die Infiltration eines Lokalanästhetikums. Auch die orale Einnahme von nichtsteroidalen Antirheumatika kann zur Schmerzlinderung beitragen. Auf der Seite der physikalischen Therapien können Dehnungsübungen und Massagen hilfreich sein. Ein gedämpfteres Schuhwerk (Luftpolster) wird den Betroffenen häufig empfohlen. Bei Leistungssportlern kann ein verändertes Training ebenfalls Linderung bringen. Wenn die konservativen Methoden keine signifikante Erleichterung für den Patienten bringen, bleibt als Ultima ratio die operative Entfernung des Os trigonum. Bei Spitzensportlern ist der Fuß zwei bis drei Monate nach der Operation wieder voll belastbar.

## Erstbeschreibung
Das Os trigonum wurde erstmals 1804 von dem deutschen Chirurgen Johann Christian Rosenmüller, anlässlich seiner Antrittsvorlesung als Professor für Anatomie und Chirurgie in Leipzig, beschrieben.